# Daniel Brühl
Daniel Brühl, född 16 juni 1978 i Barcelona, är en tysk skådespelare och regissör.
Daniel Brühl har spelat i några av de mest uppmärksammade tyska filmerna de senaste åren. Han spelade till exempel Alex i kritikerrosade Good Bye, Lenin!, som var en av de stora kassasuccéerna i Tyskland 2003 och som fick stor uppmärksamhet internationellt. 2004 var han med i De feta åren är förbi (Die fetten Jahre sind vorbei). Brühl talar flytande spanska.

## Filmografi
- Deeply (2000)
- Vaya con Dios (2000)
- Das weisse rauschen (2001)
- 2003 – Good Bye, Lenin!
- 2004 – De feta åren är förbi
- 2004 – Was nützt die Liebe in Gedanken
- 2005 – Fiendeland: En dag utan krig
- 2006 – Salvador
- Ein Freund von mir (2006)
- 2007 – The Bourne Ultimatum
- 2 Days in Paris (2007)
- In Tranzit (2008)
- Krabat (2008)
- John Rabe (2009)
- The Countess (2009)
- 2009 – Inglourious Basterds
- Eva (2011)
- 2 Days in New York (2011)
- Intruders (2011)
- 7 Days in Entebbe (2012)
- 2013 – Rush
- 2013 – The Fifth Estate
- A Most Wanted Man (2014)
- The Face of an Angel (2014)
- Woman in Gold (2015)
- Burnt (2015)
- Colonia (2015)
- 2016 – Captain America: Civil War
- 2017 – The Zookeeper's Wife
- 2021 – The Falcon and the Winter Soldier (TV-serie)
- 2021 – The King's Man
- 2022 – På västfronten intet nytt
- 2024 – Race for Glory: Audi vs. Lancia
- 2026 – The Entertainment System is Down